# Patryk Janasik
Patryk Janasik (ur. 25 sierpnia 1997 w Pniewach) – polski piłkarz występujący na pozycji prawego obrońcy lub prawego pomocnika w Cracovii. Wychowanek Sokoła Pniewy.

## Kariera klubowa

### Błękitni Wronki
Janasik trafił z drużyn juniorskich Sokoła Pniewy do Błękitnych Wronki w 2013 roku. Przez pierwszy rok występował w drużynach juniorskich zespołu z Wronek. W 2014 roku zadebiutował w drużynie seniorskiej Błękitnych, występującej w lidze okręgowej.

### Lech II Poznań
Na początku 2015 roku trafił na zasadzie wypożyczenia z Błękitnych do akademii Lecha Poznań. W sezonie 2014/15, występował w drużynie juniorów starszych, zdobywając wicemistrzostwo Polski. Zadebiutował również w rozgrywkach III ligi, zaliczając jeden występ w rezerwach Lecha. W następnym sezonie był już etatowym zawodnikiem rezerw. W rozgrywkach III ligi zaliczył 28 spotkań, zdobywając 3 bramki, zajmując z zespołem 3. miejsce w ligowej tabeli. W sezonie 2016/17 zagrał z kolei w 29 meczach i zdobył 2 trafienia, a druga drużyna poznańskiego Lecha zajęła 2. miejsce w III lidze.

### GKS Bełchatów
Przed sezonem 2017/18 został wypożyczony przez drużynę Błękitnych Wronki na jeden rok do II ligowego GKS–u Bełchatów. Na trzecim poziomie rozgrywkowym wystąpił w 25 spotkaniach, zdobywając 2 gole, a drużyna z Bełchatowa zajęła 8. miejsce w rozgrywkach. W drużynie Torfiorzy zadebiutował w fazie ogólnopolskiej rozgrywek o Puchar Polski.

### Odra Opole
W dniu 29 czerwca 2018 roku trafił na kolejne roczne wypożyczenie, do grającej w I lidze drużyny Odry Opole. Klub z Opola zapewnił sobie możliwość pierwokupu po zakończeniu okresu wypożyczenia. W debiutanckim sezonie na drugim poziomie rozgrywkowym Janasik wystąpił w 11 spotkaniach, nie zdobywając żadnej bramki. Wystąpił również w 2 spotkaniach krajowego pucharu. Odra zajęła 12. miejsce w lidze oraz dotarła do ćwierćfinału Pucharu Polski. Po sezonie opolski klub postanowił sprowadzić Janasika z Błękitnych Wronki, wykorzystując prawo pierwokupu. Drugi sezon w barwach Odry zakończył z bilansem 31 ligowych występów oraz 2 zdobytymi bramkami.

### Śląsk Wrocław
Po sezonie 2019/20 Janasik na zasadzie transferu definitywnego przeszedł z Odry Opole do ekstraklasowego Śląska Wrocław, podpisując z wrocławską drużyną 4-letni kontrakt. W pierwszym sezonie na najwyższym poziomie rozgrywkowym wystąpił w 17 spotkaniach i zdobył 1 gola, a jego Śląsk zakończył sezon na 4. miejscu w ligowej tabeli, zapewniając sobie udział w kwalifikacjach Ligi Konferencji Europy w sezonie 2021/22.
Śląsk zakończył udział w kwalifikacjach Ligi Konferencji, na III rundzie eliminacyjnej. Janasik wystąpił w 6 spotkaniach europejskich pucharów, zdobywając bramkę w meczu I rundy eliminacyjnej przeciwko estońskiej drużynie Paide Linnameeskond. W lidze zagrał w 24 spotkaniach, zdobywając 1 bramkę. Wojskowi zakończyli sezon 2021/22 w ekstraklasie na 15. miejscu, ostatnim gwarantującym utrzymanie. W następnym sezonie Janasik wystąpił w 19 ligowych spotkaniach, a Śląsk ponownie zajął 15. miejsce.
W sezonie 2023/24 wystąpił w 25 spotkaniach, zdobywając ze Śląskiem wicemistrzostwo Polski. Po sezenie Wojskowi zdecydowali się nie przedłużać wygasającego kontraktu Janasika.

### Cracovia
W dniu 1 lipca został przedstawiony jako nowy piłkarz Cracovii, z którą podpisał trzyletni kontrakt.

## Statystyki

### Klubowe
(aktualne na 7 lutego 2025)
| Klub               | Sezon              | Liga               | Liga  | Liga   | Puchar kraju | Puchar kraju | Europa | Europa | Suma  | Suma   |
| Klub               | Sezon              | Liga               | Mecze | Bramki | Mecze        | Bramki       | Mecze  | Bramki | Mecze | Bramki |
| ------------------ | ------------------ | ------------------ | ----- | ------ | ------------ | ------------ | ------ | ------ | ----- | ------ |
| Lech II Poznań     | 2014/2015          | III liga           | 1     | 0      | –            | –            | –      | –      | 1     | 0      |
| Lech II Poznań     | 2015/2016          | III liga           | 28    | 3      | –            | –            | –      | –      | 28    | 3      |
| Lech II Poznań     | 2016/2017          | III liga           | 29    | 2      | –            | –            | –      | –      | 29    | 2      |
| Lech II Poznań     | Ogólnie            | Ogólnie            | 58    | 5      | 0            | 0            | 0      | 0      | 58    | 5      |
| GKS Bełchatów      | 2017/2018          | II liga            | 25    | 2      | 2            | 0            | –      | –      | 27    | 2      |
| Odra Opole         | 2018/2019          | I liga             | 14    | 0      | 2            | 0            | –      | –      | 16    | 0      |
| Odra Opole         | 2019/2020          | I liga             | 31    | 2      | 1            | 0            | –      | –      | 32    | 2      |
| Odra Opole         | Ogólnie            | Ogólnie            | 45    | 2      | 3            | 0            | 0      | 0      | 48    | 2      |
| Śląsk Wrocław      | 2020/2021          | Ekstraklasa        | 17    | 1      | 1            | 0            | –      | –      | 18    | 1      |
| Śląsk Wrocław      | 2021/2022          | Ekstraklasa        | 24    | 1      | 0            | 0            | 6      | 1      | 30    | 2      |
| Śląsk Wrocław      | 2022/2023          | Ekstraklasa        | 19    | 0      | 2            | 1            | –      | –      | 21    | 1      |
| Śląsk Wrocław      | 2023/2024          | Ekstraklasa        | 25    | 0      | 0            | 0            | –      | –      | 25    | 0      |
| Śląsk Wrocław      | Ogólnie            | Ogólnie            | 85    | 2      | 3            | 1            | 6      | 1      | 94    | 4      |
| Cracovia           | 2024/2025          | Ekstraklasa        | 9     | 0      | 1            | 0            | –      | –      | 10    | 0      |
| Ogólnie w karierze | Ogólnie w karierze | Ogólnie w karierze | 222   | 11     | 9            | 1            | 6      | 1      | 237   | 13     |